# او-که

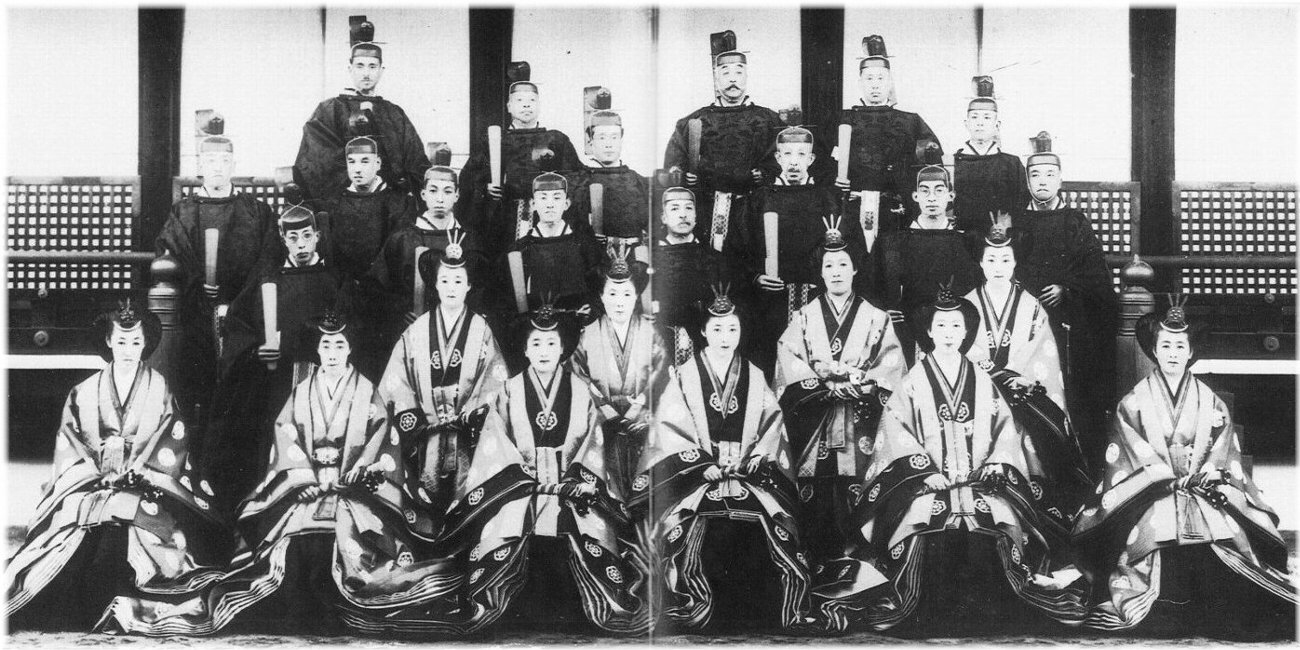
همه اعضای سابق خانواده امپراتوری در کاخ امپراتوری کیوتو جمع شدند

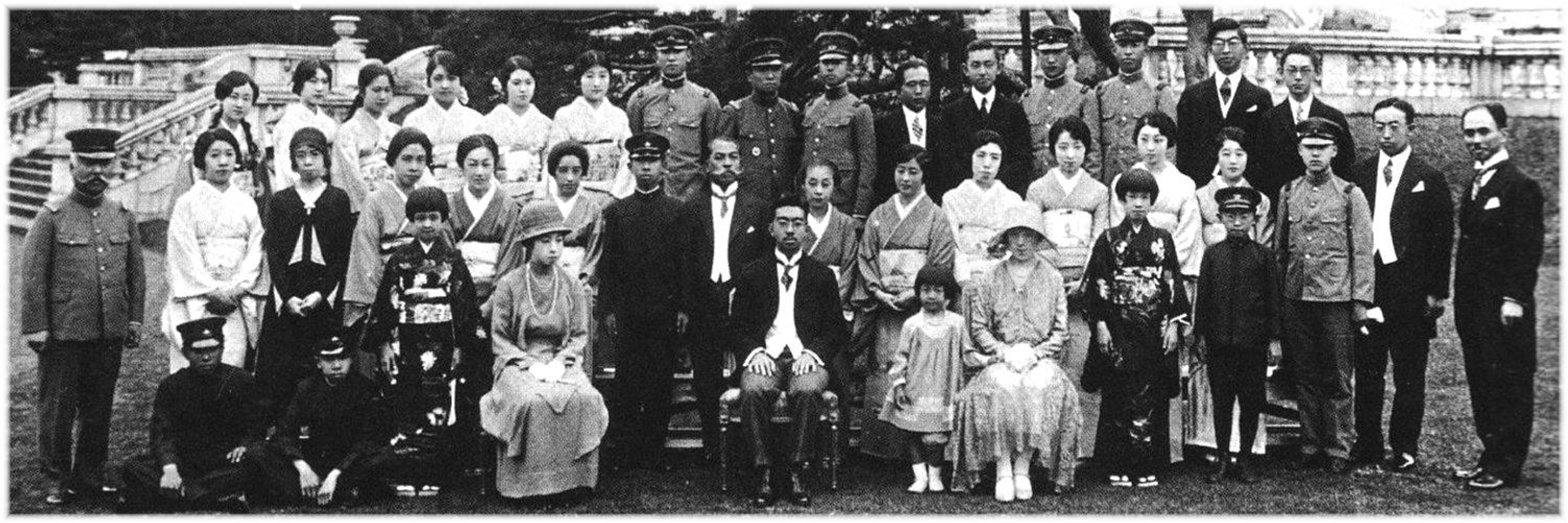
امپراتور شووا و اعضای کیو-میاکه.

او-که (به ژاپنی: 王家 Ōke)، کیو میاکه، شاخه‌هایی از دودمان یاماتو بودند که از شاخه‌های خاندان فوشیمی-نو-میا، آخرین بازمانده شیننوکه شاخه پسران کوچکتر ایجاد شدند. همه به جز دو عضو (کان‌این-نو-میا و ناشیموتو-نو-میا) از نوادگان شاهزاده فوشیمی کونی‌ایه بودند. او-که از عضویت در دودمان یاماتو توسط فرماندهی عالی نیروهای متفقین در اکتبر ۱۹۴۷، به عنوان بخشی از لغو ۱۱ شعبه وثیقه (خاندان‌های امپراتوری) با ۵۱ عضو خود محروم شد.